# Fireworks (аниме)
Uchiage Hanabi, Shita kara Miru ka? Yoko kara Miru ka? (яп. 打ち上げ花火、下から見るか? 横から見るか? Утиагэ ханаби, сита кара миру ка? Ёко кара миру ка?) — японский полнометражный аниме фильм — романтическая драма, автором и режиссёрами которого являются Акиюки Симбо и Нобуюки Такэути, а сценаристом Хитоси Онэ. Аниме фильм был создан в студии Shaft и является экранизацией одноимённого японского фильма 1993 года режиссёра Сюндзи Ивая. В целом аниме фильм повторяет сюжет оригинального фильма с основной разницей в том, что в сюжет был добавлен ряд современных элементов.
Впервые анонс фильма состоялся 7 декабря 2016 года. Выход анимационного фильма состоялся в Японии 18 августа 2017 года. Оценки критиков были смешанными, с одной стороны они похвалили картинку за качественную анимацию и музыкальное сопровождение, с другой стороны критике подверглись повествование и персонажи, в частности плохо прописанная главная героиня. Фильм собрал по всему миру $28 миллионов, став пятым самым прибыльным аниме-фильмом и первым от студии Shaft. За пределами Японии аниме-фильм был выпущен в кинотеатрах 5 октября в Австралии и Новой Зеландии компанией Madman Films, 15 ноября 2017 года в Великобритании и Ирландии, дистрибьютором Anime Limited и 4 июля 2018 года в США и Канаде, дистрибьютором выступал GKIDS.
Тематическая музыка фильма — «Uchiage Hanabi», которую исполняют японские певцы Daoko и Кэнси Ёнэдзу. Музыкальный клип собрал в общей сложности 583 миллиона просмотров на видеохостинге YouTube.

## Сюжет
Действие происходит в Японии, небольшом городке Мосимо. Сюжет начинается с группы подростков: Норимити Симады и его друзей Юсукэ, Миуры и Дзюньити, которые домогаются своей учительницы и обсуждают привлекательность таинственной одноклассницы Надзуны Оикавы, которая должна со своими родителями переехать в другой город.
Норимити и Юсукэ должны чистить бассейн после школы и там случайно встречают Надзуну. Та заигрывает с мальчиками и предлагает устроить забег по плаванию, проигравшие же должны исполнять желания победителя. Надзуна побеждает и просит Юсукэ, пришедшего вторым, пойти вместе с ней на фестиваль. Юсукэ решает обмануть Надзуну и не прийти на встречу. Норимити узнаёт, что Надзуна хотела в этот день сбежать из города и становится свидетелем того, как родители хватают и уносят Надзуну при насмешливым свидетельстве Юсукэ и его друзей. Это приводит в ярость Норимити, который швыряет в Юсукэ оброненный Надзуной шарик, который таинственным образом переносит Норимити назад во времени.
Норимити оказывается во времени соревновательного заплыва с Юсукэ и Надзуной и пытается финишировать вторым. В результате Надзуна предлагает ему, а не Юсукэ пойти на фейерверки. Так как Норимити единственный знает ближайшее будущее, он пытается «спасти» девушку от родителей и увозит её на велосипеде до железнодорожной станции. Однако родители догоняют Нацунэ и снова уводят её. Норимити отправляется с друзьями смотреть на фейерверки; Юсукэ, видевший Норимити с Надзуной, выражает сильную ревность и презрение к Норимити, так как хочет, чтобы Надзуна была его подружкой. Норимити же затем снова активирует таинственный шарик и второй раз попадает в прошлое.
Норимити оказывается в моменте, где родители видят Надзуну на железнодорожной станции и хотят поймать её, но Норимити запрыгивает с девушкой в поезд, который успевает уехать. Кажется, что на этот раз исход событий должен быть счастливым, однако поезд догоняет машина родителей и Юсукэ с друзьями в порыве ревности, обнаружившие Юсукэ с Норимити в вагоне. Герои выбегают на следующей станции и добегают до маяка, однако догнавший их Юсукэ в порыве гнева сталкивает Надзуну с Норимити в воду, «стеклянный шарик» снова запускается и переносит Норимити в прошлое.
Норимити оказывается в моменте, где он с Надзуной недавно зашёл в вагон и валит девушку на пол с собой, чтобы ни родители Надзуны, не его друзья не заметили их в вагоне. Поезд по какой то причине меняет направление прямо до маяка, а Норимити пытается признаться, что несколько раз перемещался во времени и уже три раза спасал Надзуну, девушка поверила ему. В конце истории Надзуна и Норимити стоят на маяке, но случайный рыбак ломает «стеклянный шарик», который показывает героям все возможные исходы будущего. Надзуна и Норимити целуются, затем девушка исчезает.

## Роли озвучивали
| Персонажи       |                          |
| Персонажи       | Оригинальное озвучивание |
| --------------- | ------------------------ |
| Надзуна Оикава  | Судзу Хиросэ             |
| Норимити Симада | Масаки Суда              |
| Юсукэ Адзуми    | Мамору Мияно             |
| Мать Надзуны    | Такако Нацу              |
| Миура           | Кана Ханадзава           |
| Дзюнити         | Синтаро Асанума          |
| Кадзухиро       | Тосиюки Тоёнага          |
| Монору          | Юки Кадзи                |

## Выход
В день своей премьеры, зрительская аудитория анимационного фильма составляла 133 000 человек, а кассовые сборы — 170 миллионов иен. На второй день аудитория составила уже 220 000 человек, а кассовые сборы — 295 миллионов иен. За три дня аниме-фильм в общей сложности набрал 460 миллионов иен ($4,2 миллиона) после выхода в 296 кинотеатрах Японии, заняв третье место в списке блокбастеров. На четвёртое место аниме-фильм сместился на второй неделе после премьеры и сохранял данную позицию вплоть до третьей недели после премьеры, за это время он набрал ещё 104 миллиона иен от 78 000 зрителей, заработав со дня премьеры уже 1,1 миллиард иен. Ко концу 2017 года кассовые сборы фильма составили 1,59 миллиарда иен ($14 300 000).
По всему миру кассовые сборы фильма составили 26 миллионов долларов по состоянию на 3 декабря 2017 года, наибольшие кассовые сборы пришлись на кинотеатры из Китая, Сингапура, Малайзии и Англии, а 15,3 миллиона в остальных странах, включая Японию. В Китае сборы составили $11 943 229, в Канаде и США — $525 280, и $46 664 в Таиланде и Боливии, $191 137 в Южной Корее и $91 155 в Испании и Англии.

### Восприятие
На обзорном сайте-агрегаторе Rotten Tomatoes, «фейерверк» получил 39 % одобрения критиков со средней оценкой в 5/10 на основе 28 обзоров. Консенсус критиков гласит «Fireworks ищет искры в амбициозном сочетании жанров повествования, но данное аниме — ошибочная попытка, которая никогда по-настоящему не взлетит». На сайте Metacritic средняя оценка критиков составила 40 баллов из 100 возможных на основе 10 обзоров, что можно расценивать как смешанные и сдержанные отзывы. Ещё до выхода в прокат на закрытых показах Fireworks получил восторженные отзывы японских критиков и журналистов. Певица Корэмаса Уно высоко оценила озвучивание персонажей, заметив, что фильм «не похож на работу сценариста Иваи или Хитоси Онэ — продюсера. Скорее, Fireworks больше напоминает аниме студии создавшей её — Shaft, и её продюсера Гэнки Кавамуры». Сценарист фильма Тацуя Масуто написал в Twitter, что «ожидания, окружающие фильм, были оправданы, и аниме могло бы стать лучше, чем оригинальный фильм». Он также отметил, что аниме больше, «чем просто римейк» и «90-минутное время повествования по сравнению с 50-минутным оригиналом помогло добавить в историю множество новых подробностей».
Критики сошлись во мнении, что визуальная часть аниме стала её самой сильной стороной. Ким Морисси с сайта Anime News Network присвоила фильму оценку «В», похвалив «великолепное музыкальное сопровождение и озвучивание» и простой, но «эмоционально убедительный сюжет», однако раскритиковала производственные ценности фильма и визуальную составляющую, заметив, что они никак не дополняют фильм кроме того, что лишний раз подчёркивают, что он был сделан студией Shaft. Марк Шиллинг из The Japan Times дал фильму рейтинг 3½ из 5 звёзд и высоко оценил «чистосердечную любовную историю». Марк завершил свой обзор, написав, что «Fireworks делает это снова и снова — или же просто пробуждает воспоминания о моих давних мечтах об идеальной девушке, пристально глядящей в мою душу, но вечно недосягаемой?». Шерелин Конелли с сайта The Village Voice назвала Fireworks блёклой копией аниме-фильма «Твоё имя».
Причина негативных оценок критиков и зрителей может лежать в изображении главной героини: жанр романтической драмы в Японии традиционно собирал женскую аудиторию, сюжет же Fireworks — история о подростке Норимити, которая излишне концентрируется на «мужской точке зрения», представляя героиню истории объектом романтических мечтаний главного героя. Сама же героиня без данного контекста получилась слишком не раскрытым и «пустым» персонажем, которая, помимо прочего, ведёт себя странно и идёт на неадекватные поступки, делая историю потенциально скучной для женских зрителей. Рецензент сайта Premiere назвал героиню ходящим клише из аниме жанра этти-гарем. Помимо этого решение добавить в историю традиционно «женского» жанра сцены домогательств и обсуждения фигуры женских персонажей является неудачным решением, что вызвало антипатию у многих зрителей к определённым персонажам. Критик сайта Le Point считает, что ленту сильно испортил затянутый и скучный в начале сюжет, который развивается стремительно только со второй половины, также критик считает, что история вполне отражает табуированность открытых любовных отношений в современном японском обществе, что выражается во враждебности окружения взрослых и друзей при виде главных героев вместе.

### Номинации
| Год  | Название                        | Категория    | Итог      | Сс.    |
| ---- | ------------------------------- | ------------ | --------- | ------ |
| 2017 | 41 Премия Японской киноакадемии | Аниме года   | Номинация | [ 29 ] |
| 2019 | Crunchyroll Anime Awards        | Лучший фильм | Номинация |        |